# 예연서원
예연서원(禮淵書院)은 대구광역시 달성군 유가면에 있는, 임진왜란 때 의병장으로 활동했던 곽재우(1552∼1617)의 충절을 추모하기 위해 세운 서원이다. 1995년 5월 12일 대구광역시 기념물 제11호로 지정되었다.

## 개요
임진왜란 때 의병장으로 활동했던 곽재우(1552∼1617)의 충절을 추모하기 위해 세운 서원이다.
곽재우는 임진왜란이 일어나자 의병을 조직하여 경상도 일대에서 활약하여 큰 공을 세운 인물로 붉은 옷을 입은 장군이라는 뜻의 ‘홍의장군’으로도 널리 알려져 있다.
광해군 10년(1618)에 ‘충현사’로 처음 세웠고 현종 15년(1674)에 규모를 확장하여 서원의 모습을 갖추었다. 숙종 3년(1677) 나라에서 인정한 사액서원으로 ‘예연’이라는 이름을 받았다. 흥선대원군의 서원철폐령으로 고종 5년(1868)에 폐쇄되었고 한국전쟁으로 완전히 소실된 것을 1977년과 1984년에 걸쳐 복원하였다. 현재는 곽재우의 재종숙으로 정유재란 때 공을 세운 곽준의 위패를 추가로 모시고 있다.
경내 건물로는 사당과 강당 등 주요 건물과 제물을 준비하여 두던 고사, 숙소로 사용되던 동·서재 등이 있다. 사당은 곽재우와 곽준의 위패를 모시고 있는 건물이다. 강당은 유림의 회합장소와 교육 장소로 사용하던 건물로 중앙에는 마루를 구성하고 양 옆으로 온돌방을 배치한 구조이다.
해마다 3월과 9월에 제사를 지낸다. 경내에는 나라에 어려운 일이 있을 때마다 땀을 흘린다는 비석이 있어 흥미롭다.

## 같이 보기
- 곽재우

## 참고 자료
- 예연서원 - 국가유산청 국가유산포털
- 예연서원[깨진 링크(과거 내용 찾기)] - 한국서원연합회